# Bertholdia rufescens
Bertholdia rufescens là một loài bướm đêm thuộc phân họ Arctiinae, họ Erebidae.